# 室井竜二
室井 竜二（むろい りゅうじ、1970年10月16日 - ）は、日本競輪選手会徳島支部所属の競輪選手。日本競輪学校（以下、競輪学校）第65期生。師匠は辻勝治（競輪学校38期生）。

## 来歴
双生児（双子）の関係である、兄の室井健一も競輪選手（競輪学校69期生）。
徳島県立小松島西高等学校出身。しかし、双子での同期生になれなかった（競輪学校は同期でも入学できるが、健一が不合格となったため同期生とはならなかった）ため、兄よりも先んじて入校している。同期には吉岡稔真、後閑信一らがいる。
1990年4月14日、宇都宮競輪場でデビューし3着。初勝利は同年同月16日の同場。
1997年、現在のGII初出場となったふるさとダービー（防府競輪場）でいきなり決勝へ進出（7着）。その後、2010年頃までGI、GIIに常時参加実績を有し、2000年の寛仁親王牌（前橋競輪場）及び、2005年のふるさとダービー（弥彦競輪場）ではいずれも3位に入っている。
S級全盛時は人を寄せ付けない威圧感があり、地元で林雄一に競られた怨恨から「林のヨコ」のコメントと共に競り込みを続けたこともあった。のちに林とは和解しており、林が解説者として出演する配信番組で共演している。